# Samsung Galaxy Note II
Samsung Galaxy Note II là phablet smartphone chạy hệ điều hành Android của Google, sản xuất và phân phối bởi Samsung. Công bố vào ngày 29 tháng 8 năm 2012 và phát hành vào cuối năm 2012, Galaxy Note II là sản phẩm kế thừa cho Galaxy Note nguyên bản, kết hợp cải thiện chức năng của bút stylus, màn hình 5,5 inch (140 mm) lớn hơn, và cập nhật thiết kế phần cứng dựa trên Galaxy S III.
Note II đã phát hành dựa trên các tiếp nhận phê bình để cải thiện nó từ Galaxy Note nguyên bản, và đã bán hơn 5 chiếc trong vòng 2 tháng đầu tiên. Samsung công bố một sản phẩm kế chưa Galaxy Note II, Galaxy Note 3, vào 4 tháng 9 năm 2013.

## Lịch sử
Galaxy Note II công bố tại IFA Berlin vào 29 tháng 8 năm 2012, và phát hành rộng rãi tại các thị trường vào tháng 10 năm 2012. Samsung đã bán hơn 3 triệu đơn vị chỉ trong 37 ngày đầu tiên và vượt mốc 5 triệu chỉ trong 2 tháng sau khi phát hành.

### Phiên bản phần mềm
Vào tháng 2012, Samsung bắt đầu tung bản cập nhật Android 4.1.2 "Jelly Bean" cho thiết bị.
Vào tháng 4 năm 2014, Samsung bắt đầu tung bản cập nhật Android 4.4.2 "KitKat" cho thiết bị. Samsung Nordic đã đưa rất nhiều lần trong trang chính thức của công ty là cả hai phiên bản 3G và 4G của chiếc điện thoại này sẽ nhận được bản cập nhật Lollipop.

## Tính năng

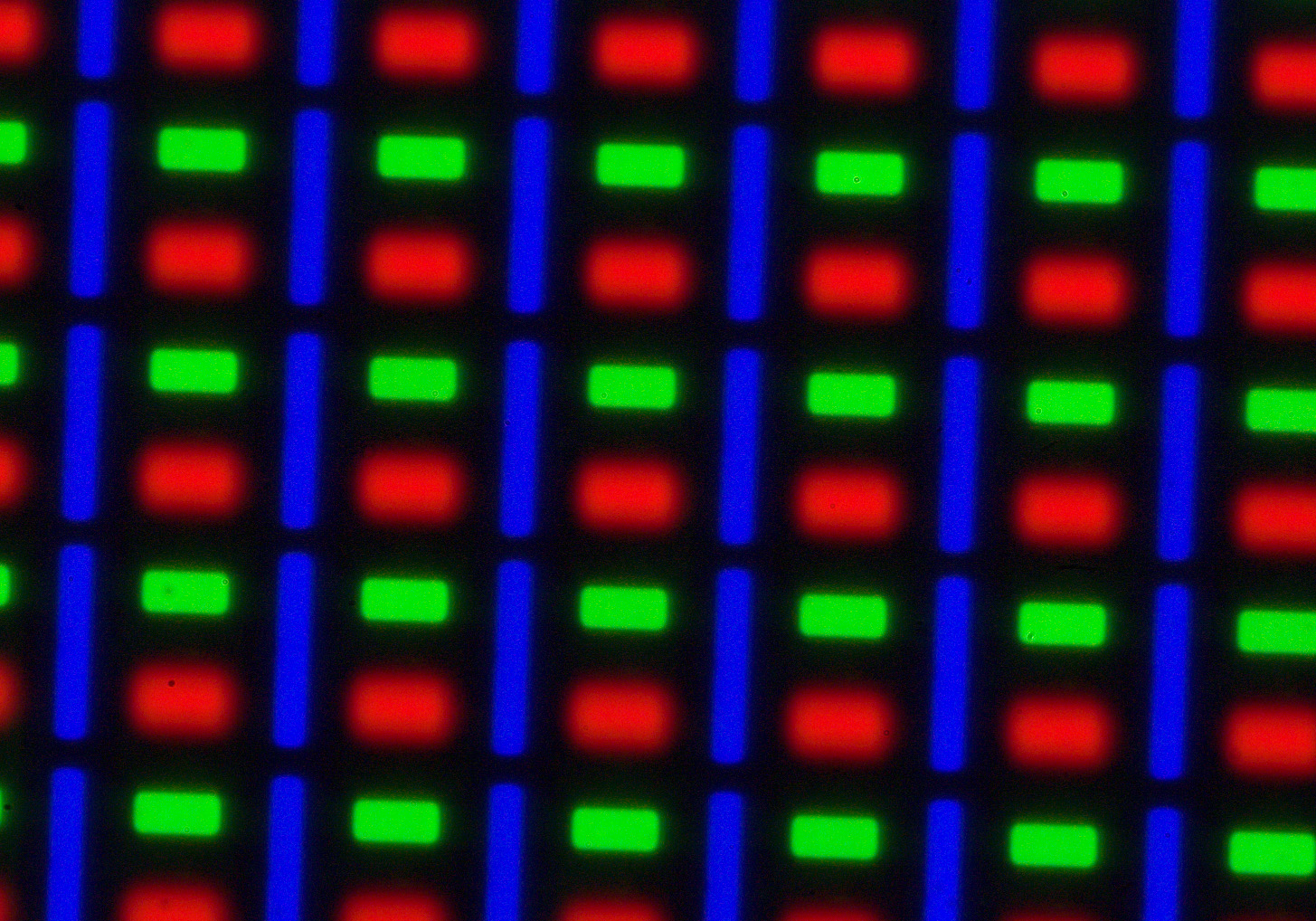
Ảnh của các ngoại subpixel S-Stripe RGB của Galaxy Note II.

### Biến thể
Galaxy Note II bao gồm màu xám Titan, trắng thạch cao, hồng Martian, nâu hổ phách và Ruby Wine. Các tính năng khác phụ thuộc vào tuỳ chỉnh của nhà mạng, bao gồm điều khiển FM/TV, chân sạc, và hỗ trợ một SIM. Để ngăn chặn thị trường bán lại, sản phẩm của Galaxy Note II, và các thiết bị khác (Galaxy S4, Galaxy S4 mini, Galaxy Note III và  Galaxy S III) sản xuất sau tháng 7 năm 2013 triển khai khoá hệ thống khu vực ở một số vùng; yêu cầu đầu tiên là thẻ SIM của phiên bản châu Âu và Bắc Mỹ phải từ nhà mạng của khu vực đó. Samsung nói rằng các khoá sẽ được gở bỏ nếu thẻ SIM đã được sử dụng.

#### Bộ xử lý truyền thông
Chip băng tầng cơ sở của GT-N7100 là Intel Wireless PMB9811X Gold. 
Chip băng tầng cơ sở của SGH-T889, SHV-E250K, và SHV-E250S là Qualcomm Gobi MDM9215. SHV-E250L có Qualcomm Gobi MDM9615M cho EVDO phiên bản kết nối B.

#### Kết nối mạng
Hầu hết các biến thể đều hỗ trợ GSM/GPRS/EDGE ở 850 MHz, 900 MHz, 1.9 GHz, và 2.1 GHz bands; và UMTS/HSPA+21 ở 850 MHz, 900 MHz, 1.9 GHz, và 2.1 GHz.

##### Điện thoại AWS
SGH-T889 và SGH-T889V là các thiết bị hỗ trợ AWS cho mạng HSPA có khả năng truyền dữ liệu qua dịch vụ không dây cao cấp ở chế độ HSPA ở nhà mạng như T-Mobile USA, WIND Mobile Canada, Mobilicity, và Vidéotron.

##### Điện thoại CDMA/EV-DO
SCH-R950, SHV-E250L, SCH-i605, SPH-L900, và SCH-N719 có thể kết nối cdmaOne, CDMA 1xRTT, và EV-DO rev 0/A/B. Các biến thể ngoại trừ SCH-R950, có thể kết nối mâng GSM tốt, SPH-L900 có thể chỉ sử dụng dịch vụ WCDMA/GSM trong khi chuyển vùng quốc tế vì nó có SIM nhúng.

##### Điện thoại TD-SCDMA
GT-N7108 hỗ trợ mạng TD-SCDMA ở 1.9 GHz and 2.0 GHz bands, và kết nối GSM/GPRS/EDGE 1.9 GHz band.

##### Điện thoại Dual-cell HSPA
SGH-T889 được hỗ trợ dual-cell HSPA+ lên đến 42.2 Mbit/s.

##### Điện thoại LTE
- GT-N7105 là điện thoại LTE phiên bản quốc tế, có thể kết nối LTE band 3, 7, 8, và 20 và có 42.2 Mbit/s DC-HSPA+.
- SCH-i605 có thể kết nối LTE band 13, Verizon Wireless.
- SCH-R950, SGH-i317[M], SGH-T889[V], SPH-L900,  SC-02E(SGH-N025), và SHV-E250[K,L,S] có thể kết nối LTE bands của bản khoá mạng cũng như LTE band của các nhà khai thác mạng khác như một dịch vụ chuyển vùng.

#### FM radio, điều khiển TV
Một vài biến thể Galaxy Note II có tích hợp điều khiển FM. Ví dụ, một vài biến thể Mỹ và Canadian (SGH-i317, SGH-i317M) và phiên bản LTE quốc tế (N7105) không hỗ trợ điều khiển FM. SC-02E cho thị trường có 1seg điều khiển TV và anten. Biến thể Hàn Quốc có điều khiển T-DMB cũng như T-DMB có thể được giấu trong điện thoại.

#### Kích thước và trọng lượng
Biến thể Hàn Quốc với điều khiển T-DMB và T-DMB anten nặng hơn các biến thể khác 3 g (0,11 oz). SC-02E cho NTT DoCoMo với 1seg điều khiển TV nặng hơn 5 g (0,18 oz) và dày hơn 0,3 mm (0,012 in).

#### Sạc không dây
Tùy thuộc vào mẫu sản phẩm, một vài thiết bị Galaxy Note II (GT-N7100) có hai tùy chọn sạc, có thể sử dụng sạc không dây bằng cách thay đổi nắp lưng. Màn hình thông báo tin nhắn của Galaxy Note II sẽ hiển thị khi bạn sạc không dây.

#### Bảng biến thể
| Mẫu                 | Nhà mạng                                  | Kết nối 2G/3G                                                                        | Kết nối 4G LTE                                       | Ghi chú                                              |         |         |
| Quốc tế             | Quốc tế                                   | Quốc tế                                                                              | Quốc tế                                              | Quốc tế                                              | Quốc tế | Quốc tế |
| ------------------- | ----------------------------------------- | ------------------------------------------------------------------------------------ | ---------------------------------------------------- | ---------------------------------------------------- | ------- | ------- |
| GT-N7100            | Quốc tế                                   | GSM: 850 MHz/900 MHz/1,800 MHz/1,900 MHz UMTS: 850 MHz/900 MHz/1,900 MHz/2,100 MHz   | Không                                                | Tùy chọn chân sạc cảm ứng                            |         |         |
| GT-N7102            | China Unicom                              | GSM: 850 MHz/900 MHz/1,800 MHz/1,900 MHz UMTS: 850 MHz/900 MHz/1,900 MHz/2,100 MHz   | Không                                                | Dual-SIM và hỗ trợ hai chế độ chờ                    |         |         |
| GT-N7105            | Quốc tế                                   | GSM: 850 MHz/900 MHz/1,800 MHz/1,900 MHz UMTS: 850 MHz/900 MHz/1,900 MHz/2,100 MHz   | 800(band 20) 900(band 8) 1,800(band 3) 2,600(band 7) | Chân sạc cảm ứng Không FM radio 42.2 Mbit/s DC-HSPA+ |         |         |
| GT-N7108            | China Mobile                              | GSM: 900, 1800, 1900 TD-SCDMA: 1800, 2010 WCDMA: 900, 2100 (Chỉ chuyển vùng quốc tế) | No                                                   | [ 39 ]                                               |         |         |
| Nhà mạng Bắc Mỹ     |                                           |                                                                                      |                                                      |                                                      |         |         |
| SCH-i605            | Verizon                                   | GSM: quad-band; CDMA/EVDO: 850, 1900 UMTS: quad-band                                 | 700(band 13)                                         | Không có chân sạc cảm ứng                            |         |         |
| SCH-R950            | US Cellular                               | CDMA/EVDO: 850, 1700, 1900                                                           | 700(band 12) 850 AWS 1,900(band 2)                   | [ 41 ] [ 42 ]                                        |         |         |
| SGH-i317            | AT&T                                      | GSM: quad-band UMTS: 850, 1900, 2100                                                 | 700(band 17) 850 AWS 1,900(band 2)                   | [ 43 ] [ 44 ]                                        |         |         |
| SGH-i317M           | Bell Rogers SaskTel Telus Telcel (Mexico) | GSM: quad-band UMTS: 850, 1900, 2100                                                 | 700(band 17) 850 AWS 1,900(band 2)                   | [ 45 ] [ 46 ] [ 47 ] [ 48 ] [ 49 ]                   |         |         |
| SGH-T889            | T-Mobile                                  | GSM: quad-band UMTS/DC-HSPA+: 850, AWS, 1900, 2100                                   | 700(band 17) AWS                                     | LTE AWS from 2013 Tùy chọn chân sạc vô hiệu hóa      |         |         |
| SGH-T889V           | Mobilicity Vidéotron WIND                 | GSM: quad-band UMTS/DC-HSPA+: 850, AWS, 1900, 2100                                   | 700(band 17) AWS                                     |                                                      |         |         |
| SPH-L900            | Sprint                                    | GSM: quad-band CDMA/EVDO: 800, 850, 1900 UMTS: 1900,2100                             | 1,900(band 25)                                       | Không tùy chọn chân sạc, SIM nhúng                   |         |         |
| Nhà mạng Trung Quốc |                                           |                                                                                      |                                                      |                                                      |         |         |
| SCH-N719            | China Telecom                             | GSM: 900, 1800, 1900 CDMA: 800, 1900                                                 | Không                                                | 2 SIM chế độ chờ kép                                 |         |         |
| Nhà mạng Nhật Bản   |                                           |                                                                                      |                                                      |                                                      |         |         |
| SGH-N025 /SC-02E    | NTT DoCoMo                                | GSM: quad-band UMTS: 800, 850, 2100                                                  | 1500(band 11) 2100(band 1)                           | 1seg tuner                                           |         |         |
| Nhà mạng Hàn Quốc   |                                           |                                                                                      |                                                      |                                                      |         |         |
| SHV-E250K           | KT                                        | GSM: quad-band UMTS: 1900, 2100                                                      | 900(band 8) 1800                                     | điều chỉnh/anten DMB LTE 900 sau 2013.               |         |         |
| SHV-E250L           | LG U+                                     | GSM: quad-band CDMA: 1800 UMTS: 1900, 2100                                           | 850 2100(band 1)                                     | điều chỉnh/anten DMB                                 |         |         |
| SHV-E250S           | SK Telecom                                | GSM: quad-band UMTS: 1900, 2100                                                      | 850 1800                                             | điều chỉnh/anten DMB                                 |         |         |

## Liên kết
- Website chính thức